# Jolimetz
Jolimetz est une commune française située dans le département du Nord, en région Hauts-de-France.

## Géographie

### Communes limitrophes
| Le Quesnoy         | Potelle Villereau |            |
| Louvignies-Quesnoy | Jolimetz          | Berlaimont |
|                    | Raucourt-au-Bois  | Locquignol |

### Hydrographie

#### Réseau hydrographique
La commune est située dans le bassin Artois-Picardie. Elle est drainée par la Potelle, le canal de l'écaillon, le rieu, le Rieu du vivier corbeau et le ruisseau du Pavé,,.

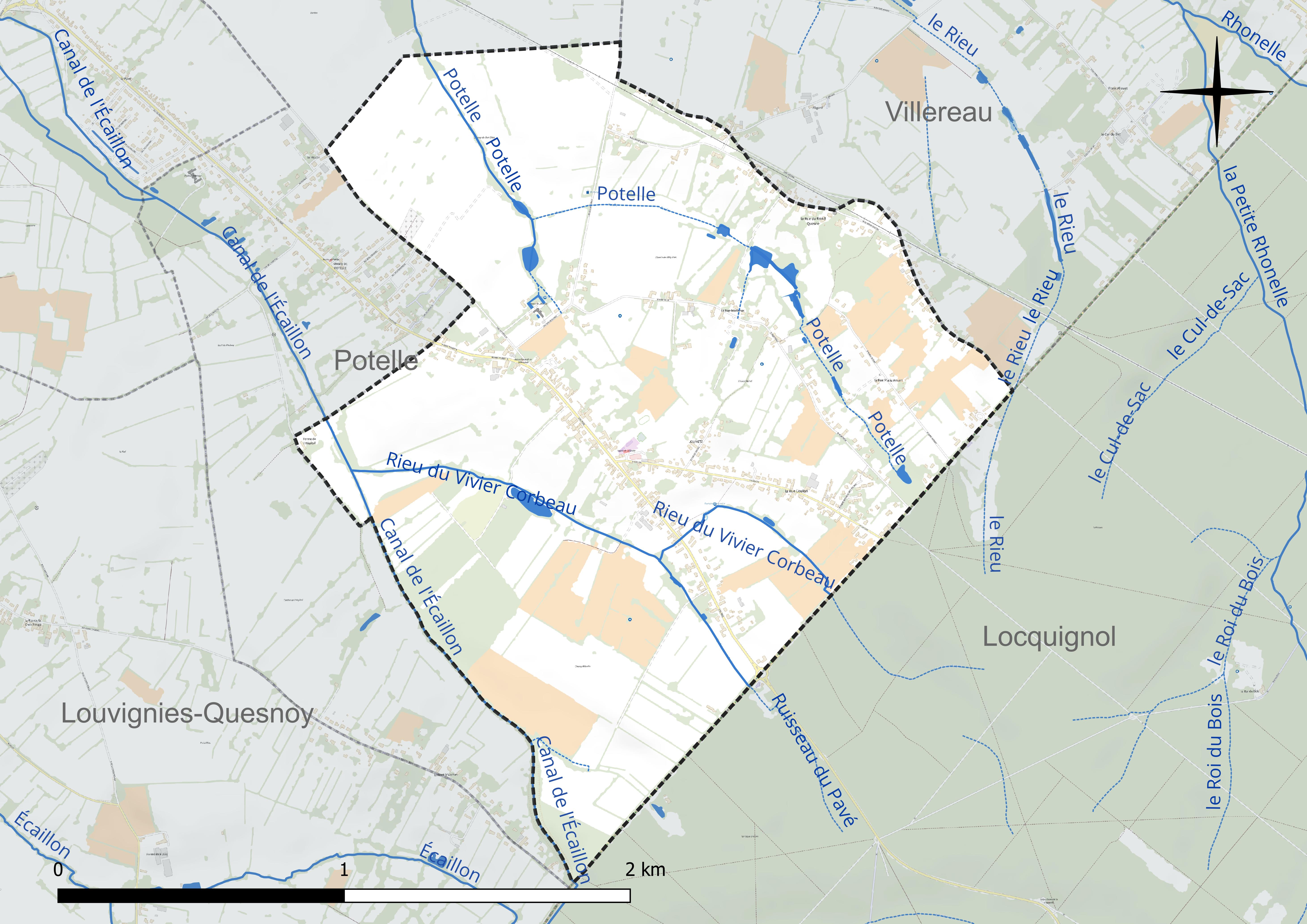
Réseau hydrographique de Jolimetz.

#### Gestion et qualité des eaux
Le territoire communal est couvert par le schéma d'aménagement et de gestion des eaux (SAGE) « Escaut ». Ce document de planification concerne un territoire de 2 005 km2 de superficie, délimité par le bassin versant de l'Escaut. Le périmètre a été arrêté le 9 juin 2006 et le SAGE proprement dit a été approuvé le 13 juillet 2021. La structure porteuse de l'élaboration et de la mise en œuvre est le syndicat mixte Escaut et Affluents (SyMEA). 
La qualité des cours d'eau peut être consultée sur un site dédié géré par les agences de l'eau et l'Agence française pour la biodiversité. 

### Climat
Pour des articles plus généraux, voir Climat des Hauts-de-France et Climat du Nord.
En 2010, le climat de la commune est de type climat océanique dégradé des plaines du Centre et du Nord, selon une étude du CNRS s'appuyant sur une série de données couvrant la période 1971-2000. En 2020, Météo-France publie une typologie des climats de la France métropolitaine dans laquelle la commune est exposée à un climat océanique altéré et est dans la région climatique  Nord-est du bassin Parisien, caractérisée par un ensoleillement médiocre, une pluviométrie moyenne régulièrement répartie au cours de l'année et un hiver froid (3 °C). 
Pour la période 1971-2000, la température annuelle moyenne est de 9,9 °C, avec une amplitude thermique annuelle de 15 °C. Le cumul annuel moyen de précipitations est de 829 mm, avec 12,5 jours de précipitations en janvier et 9,7 jours en juillet. Pour la période 1991-2020, la température moyenne annuelle observée sur la station météorologique la plus proche, située sur la commune de Valenciennes à 18 km à vol d'oiseau, est de 11,0 °C et le cumul annuel moyen de précipitations est de 694,1 mm,. Pour l'avenir, les paramètres climatiques de la commune estimés pour 2050 selon différents scénarios d'émission de gaz à effet de serre sont consultables sur un site dédié publié par Météo-France en novembre 2022.

## Urbanisme

### Typologie
Au 1er janvier 2024, Jolimetz est catégorisée bourg rural, selon la nouvelle grille communale de densité à sept niveaux définie par l'Insee en 2022.
Elle appartient à l'unité urbaine de Le Quesnoy, une agglomération intra-départementale regroupant cinq  communes, dont elle est une commune de la banlieue,,. Par ailleurs la commune fait partie de l'aire d'attraction de Valenciennes (partie française), dont elle est une commune de la couronne,. Cette aire, qui regroupe 102 communes, est catégorisée dans les aires de 200 000 à moins de 700 000 habitants,.

### Occupation des sols
L'occupation des sols de la commune, telle qu'elle ressort de la base de données européenne d'occupation biophysique des sols Corine Land Cover (CLC), est marquée par l'importance des territoires agricoles (77,2 % en 2018), en diminution par rapport à 1990 (79 %). La répartition détaillée en 2018 est la suivante : 
prairies (64,1 %), zones urbanisées (22,5 %), cultures permanentes (11,6 %), terres arables (1,5 %), forêts (0,3 %). L'évolution de l'occupation des sols de la commune et de ses infrastructures peut être observée sur les différentes représentations cartographiques du territoire : la carte de Cassini (XVIIIe siècle), la carte d'état-major (1820-1866) et les cartes ou photos aériennes de l'IGN pour la période actuelle (1950 à aujourd'hui).

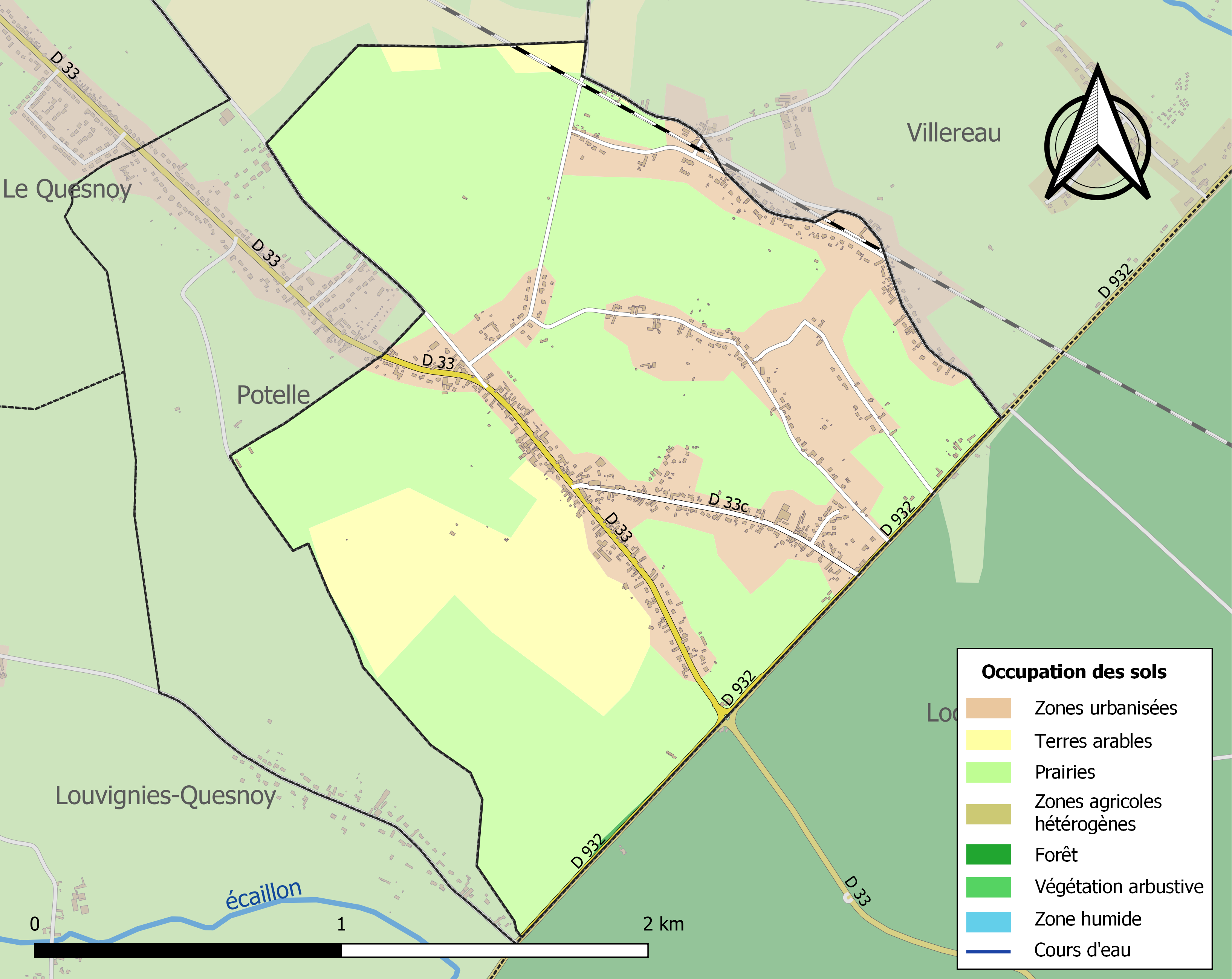
Carte des infrastructures et de l'occupation des sols de la commune en 2018 (CLC).

## Toponymie
- L'étymologie d'un nom de lieu n'est jamais sûre. Dans le cas présent, l'origine de Jolimetz proviendrait du mot picard "metz" (autres formes en vieux français "mas", "meix", "mex"), signifiant maison des champs, métairie, du latin "mansus", "mansum".

## Histoire

### Héraldique
| Armes de Jolimetz | Les armes de la commune de Jolimetz se blasonnent ainsi : D'azur à la bande d'argent. |

### Avant 1789
En octobre 1698, sont données à Fontainebleau des lettres d'anoblissement en faveur d'Arnould François, seigneur du Jolimetz, d'Orchival et de Brié. Il est né au Quesnoy, a obtenu une des 500 lettres d'anoblissement créées par l'édit de mars 1696 (anoblissement moyennant finances). Arnould François est mort avant l'enregistrement de ces lettres. Celui-ci a eu lieu le 4 février 1699 sur la demande de Jean-Charles François, seigneur d'Artois, son fils. Jean-Charles a dû payer finances de 6000 livres et 3000 livres de supplément pour confirmation. Armand (Arnould) François descend d'une famille qui a occupé les principales charges et emplois de la ville du Quesnoy. Il a servi le roi pendant les campagnes de 1667 et 1668 dans une compagnie des gens d'armes de la garde du roi, a participé à tous les sièges faits en Flandre et en Franche-Comté, a été pendant 12 ans mayeur du Quesnoy, il a fait embellir la ville et renouveler tous les bâtiments publics, a également été pendant 25 ans subdélégué de l'intendant .

### Seconde Guerre mondiale

#### L'invasion
Au matin du 18 mai 1940, les Allemands du XV. Armee Korps (Hoth) sont sur la rive est de la Sambre et l'ont traversée en plusieurs points, notamment des éléments -la Kampfgruppe Haarde- de la 5. Panzer-Division (von Hartlieb) à Berlaimont, lesquels investissent ensuite Locquignol au cours de la matinée. Les Allemands vont donc arriver depuis la forêt et la route de Berlaimont (Locquignol) mais sont également sur la chaussée Bruneau au niveau du Cheval Blanc près de Gommegnies et poussent vers Villereau.
Jolimetz est défendu par le IIème bataillon du 27e Régiment de Tirailleurs Algériens (Négroni) (appartenant à la 1re Division d'Infanterie Nord Africaine (Tarrit)) qui s'est installé dans le village le matin même et est renforcé par un escadron de chars (de la 1re Division Légère Mécanisée) sous les ordres du capitaine Dunoyer De Segonzac, qui dispose entre autres de 10 chars SOMUA S-35, le 13e escadron (Albaut) du 4e Régiment de Dragons Portés ainsi que quelques automitrailleuses du 6e Cuirassier.
Les Français défendent le carrefour de l'Opéra afin de protéger la route Le Quesnoy - Berlaimont ainsi que la chaussée Bruneau, et ont installé quelques points d'appuis avancés dans la forêt. Au village même, quelques barricades sommaires ont été établies et les tirailleurs se préparent à se battre dans les maisons et les vergers puisqu'il n'existe aucune fortification.
Si les Allemands testent la défense française dès 8 h, les chars de De Segonzac contribuent à faire échouer les approches allemandes, mais subissent leurs premières pertes au carrefour de l'Opéra et dans la forêt. En début d'après midi la Kampfgruppe Haarde lance une véritable attaque en masquant son approche derrière les convois de réfugiés belges et français qui fuient l'envahisseur, des tirs d'artilleries s'abattent sur les défenseurs et les Allemands tentent de s'infiltrer dans leurs positions. Le choc est dur mais les défenseurs tiennent bon presque partout, et grâce à l'appui des chars, les Allemands sont refoulés dans la forêt. Mais les Allemands persévèrent et ramènent des chars lourds et des canons à la lisière de la forêt pour une attaque frontale, pendant que les chars légers tournent les positions françaises par le nord de Jolimetz. Cette fois les défenseurs cèdent, la bataille atteint son point culminant et une cinquantaine de Panzern envahissent peu à peu le village qu'ils remontent vers Le Quesnoy, plusieurs S-35 sont détruits dont celui du capitaine De Segonzac devant le monument aux morts, les défenseurs après avoir résisté avec bravoure tentent de décrocher peu à peu vers Le Quesnoy, dont les chars restants, mais les Allemands qui ont pris Villereau et débordé les positions à Jolimetz par le nord, coupent alors la retraite des défenseurs à Potelle et trois S-35 sont détruits devant la mairie de ce village. Jolimetz est quasiment aux mains des Allemands, mais ceux-ci qui avaient demandé un soutien aérien devant les difficultés rencontrées doivent évacuer le village pendant le raid de leurs Stuka, puis le réinvestissent alors sans difficultés.

## Politique et administration

### Liste des maires
Maire en 1802-1803 : Louis Jos. Dupont.
Maire en 1807 : Pont.
Maire en 1881 : Poirette.

Maire en 1939 : Criez.
| Identité                                             | Période   | Période   | Durée            | Étiquette        |
| Identité                                             | Début     | Fin       | Durée            | Étiquette        |
| ---------------------------------------------------- | --------- | --------- | ---------------- | ---------------- |
| Marcelle Ghaye-Cossiaux (d)                          | mars 2001 | mars 2008 | 7 ans            | Parti socialiste |
| Pierre Évrard (d) (14 mars 1945 - 19 septembre 2020) | mars 2008 | mars 2014 | 6 ans            |                  |
| Didier Debrabant (d), (né le 6 octobre 1959)         | mars 2014 | En cours  | 11 ans et 5 mois |                  |
| Jean Delcroix (d) (14 décembre 1935 - 28 mars 2014)  |           |           |                  |                  |

## Population et société

### Démographie

#### Évolution démographique
L'évolution du nombre d'habitants est connue à travers les recensements de la population effectués dans la commune depuis 1793. Pour les communes de moins de 10 000 habitants, une enquête de recensement portant sur toute la population est réalisée tous les cinq ans, les populations de référence des années intermédiaires étant quant à elles estimées par interpolation ou extrapolation. Pour la commune, le premier recensement exhaustif entrant dans le cadre du nouveau dispositif a été réalisé en 2006.

En 2022, la commune comptait 860 habitants, en évolution de −1,49 % par rapport à 2016 (Nord : +0,51 %, France hors Mayotte : +2,11 %).
| 1793 | 1800 | 1806 | 1821 | 1831 | 1836  | 1841 | 1846  | 1851  |
| ---- | ---- | ---- | ---- | ---- | ----- | ---- | ----- | ----- |
| 669  | 790  | 766  | 876  | 964  | 1 005 | 998  | 1 034 | 1 028 |

| 1856 | 1861 | 1866 | 1872 | 1876 | 1881 | 1886 | 1891 | 1896 |
| ---- | ---- | ---- | ---- | ---- | ---- | ---- | ---- | ---- |
| 979  | 962  | 917  | 942  | 932  | 957  | 922  | 908  | 901  |

| 1901 | 1906 | 1911 | 1921 | 1926 | 1931 | 1936 | 1946 | 1954 |
| ---- | ---- | ---- | ---- | ---- | ---- | ---- | ---- | ---- |
| 908  | 921  | 875  | 776  | 756  | 707  | 631  | 633  | 631  |

| 1962 | 1968 | 1975 | 1982 | 1990 | 1999 | 2006 | 2011 | 2016 |
| ---- | ---- | ---- | ---- | ---- | ---- | ---- | ---- | ---- |
| 628  | 622  | 564  | 688  | 848  | 915  | 919  | 875  | 873  |

| 2021 | 2022 | - | - | - | - | - | - | - |
| ---- | ---- | - | - | - | - | - | - | - |
| 858  | 860  | - | - | - | - | - | - | - |

#### Pyramide des âges
La population de la commune est relativement jeune.
En 2018, le taux de personnes d'un âge inférieur à 30 ans s'élève à 30,5 %, soit en dessous de la moyenne départementale (39,5 %). À l'inverse, le taux de personnes d'âge supérieur à 60 ans est de 27,5 % la même année, alors qu'il est de 22,5 % au niveau départemental.
En 2018, la commune comptait 437 hommes pour 427 femmes, soit un taux de 50,58 % d'hommes, largement supérieur au taux départemental (48,23 %).
Les pyramides des âges de la commune et du département s'établissent comme suit.
| Hommes | Classe d’âge | Femmes |
| ------ | ------------ | ------ |
| 0,2    | 90 ou +      | 1,2    |
| 5,8    | 75-89 ans    | 7,6    |
| 19,7   | 60-74 ans    | 20,6   |
| 24,8   | 45-59 ans    | 23,7   |
| 17,5   | 30-44 ans    | 17,9   |
| 16,2   | 15-29 ans    | 13,3   |
| 15,7   | 0-14 ans     | 15,8   |

| Hommes | Classe d’âge | Femmes |
| ------ | ------------ | ------ |
| 0,5    | 90 ou +      | 1,4    |
| 5,3    | 75-89 ans    | 8,1    |
| 14,8   | 60-74 ans    | 16,2   |
| 19,1   | 45-59 ans    | 18,4   |
| 19,5   | 30-44 ans    | 18,7   |
| 20,7   | 15-29 ans    | 19,1   |
| 20,2   | 0-14 ans     | 18     |

## Personnalités liées à la commune
- Gustave Bouvier (1854-1917), homme politique, maire de Rombies, député de la 1re circonscription de Valenciennes de 1910 à 1914.

## Pour approfondir